# Eladio Rodríguez González

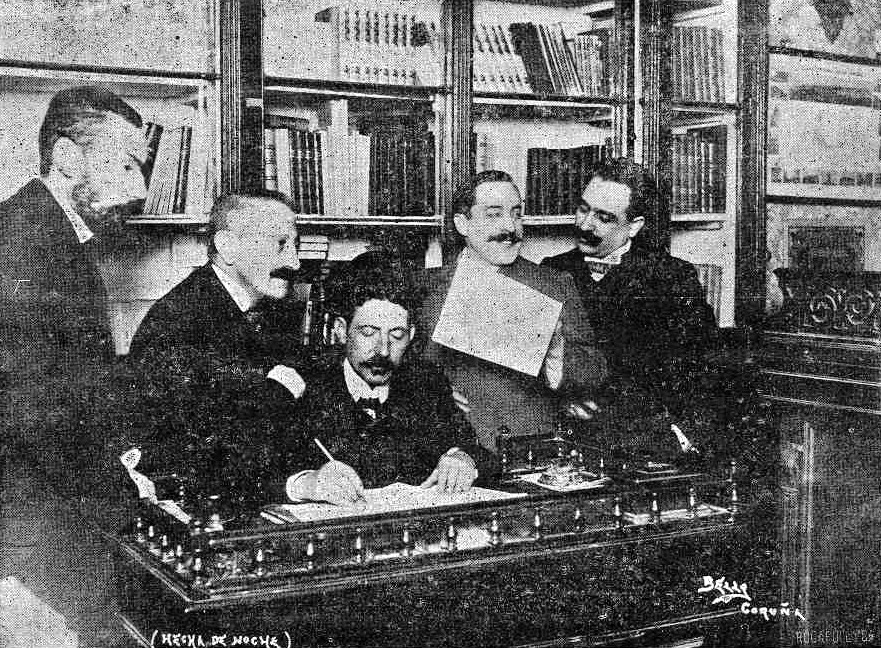
Consell de redacció de la Revista Gallega, Eladio Rodríguez a la dreta

Eladio Rodríguez González (San Clodio, Leiro, Província d'Ourense, 27 de juliol de 1864 - La Corunya, 14 d'abril de 1949) fou un lexicògraf, poeta, escriptor i periodista gallec.
Va passar la seva infància al seu poble natal, i, amb vint-i-quatre anys, es va traslladar definitivament a La Corunya on treballà com a funcionari municipal. Va iniciar la seva tasca periodística col·laborant en nombrosos periòdics i revistes i arribant a dirigir fins i tot els diaris La Mañana i El Noroeste (1896), i el suplement cultural "Nós" (1918). Va realitzar col·laboracions en diverses revistes, entre les quals la "Revista Gallega", i fou portaveu de la tertúlia de la "Cova Céltica" on assistiren també Eduardo Pondal, Manuel Murguía, Manuel Lugrís Freire o Galo Salinas, entre d'altres. També fou president de l'Asociación da Prensa da Coruña (1904).
Va ser un dels quaranta membres fundadors de l'Acadèmia Gallega el 1905, de la qual va ser secretari, i president des de 1926 al 1934, i posteriorment repetí durant un breu període, durant el 1944. La seva producció periodística es reflecteix en diverses publicacions en diferents diaris. En el suplement cultural d'El Noroeste va publicar l'article Na Xuntanza està a forza i na forza està o trunfo.
Com a poeta va escriure obres com Folerpas (1894), Raça e terra (1922) i Oraciós campesiñas (1927). Amb algunes de les seves composicions va guanyar alguns certàmens com Os orfos da emigración (1887), Desperta (1891), Sombras (1915), Paisaxes (1916), Malpocado y Alma de raza (1918). També va escriure el «Diccionario enciclopédico gallego-castellano», que va construir pacientment recopilant paraules i classificant-les en nombroses cuartilles al llarg de la seva vida. Va ser publicat després de la seva mort entre 1958 i 1961. Fou oficial major bibliotecari del Cercle Artesà de la Corunya, i va compilar el catàleg de més de 3.300 obres científiques, literàries i musicals de la biblioteca, publicat el 1901.
Va exercir com a secretari de la Creu Roja, i fou membre de nombrosos grups culturals de diversa índole, entre d'altres, del 'Seminari d’Estudis Gallegs' (1927), president del cor "Cántigas da Terra" (1917). Com a entusiasta de la música, el 1917 va escriure la "Guia de Galícia per al turista", encarregada per l'Associació Gallega d'Hostalers. I també va col·laborar en diferents activitats polítiques, així el 1897 formà part de la Lliga Gallega i fou membre de les 'Irmandades da Fala'. El 1932 va participar en la comissió encarregada de redactar un esborrany de l'Estatut d'Autonomia de Galícia de 1936, que proposava la cooficialitat del gallec. Entre els anys 1897 i 1902 va escriure les seves memòries.
El ple de la Real Academia Galega acordà nomenar a Eladio Rodríguez González com a persona a qui es dedicaria el Dia de les Lletres Gallegues de l'any 2001.